# Соціальна комунікація
Соціальна комунікація (англ. social communication) — обмін між людьми або іншими соціальними суб'єктами цілісними знаковими повідомленнями, у яких відображені інформація, знання, ідеї, емоції тощо, обумовлений цілим рядом соціально значимих оцінок, конкретних ситуацій, комунікативних сфер і норм спілкування, прийнятих у даному суспільстві. Згідно  з паспортом спеціальності, «галузь науки, яка вивчає сутність, закономірності соціальних комунікацій,
процеси, структури та форми соціально-комунікаційних відносин».
В Україні термінологічним вважається вживання цього словосполучення у множині соціа́льні комуніка́ції, що передбачено законодавчо (Постанова Кабінету Міністрів України від 13 грудня 2006 року за № 1718 «Про доповнення переліку галузей науки, з яких може бути присуджений науковий ступінь» і наказ Вищої атестаційної комісії України від 14 грудня 2007 року за № 67 «Про внесення змін і доповнень до Переліку спеціальностей, за якими проводяться захисти дисертацій на здобуття наукових ступенів кандидата наук і доктора наук, присудження наукових ступенів і присвоєння вчених звань»).

## Галузі та напрями досліджень
Соціальні комунікації є видом соціальної інженерії. Існують науки про соціальні комунікації. Їх сім:
- 27.00.01 — теорія та історія соціальних комунікацій;
- 27.00.02 — документознавство, архівознавство;
- 27.00.03 — книгознавство, бібліотекознавство, бібліографознавство;
- 27.00.04 — теорія та історія журналістики;
- 27.00.05 — теорія та історія видавничої справи та редагування;
- 27.00.06 — прикладні соціально-комунікаційні технології;
- 27.00.07 — соціальна інформатика.

### Напрями досліджень
- теорія та закономірності розвитку комунікаційної системи суспільства;
- історія соціально-комунікаційних інститутів суспільства;
- етапи становлення соціально-комунікаційних структур, форм та процесів;
- історія важливих наукових відкриттів щодо знакових систем, інструментів, способів документалізації інформації;
- розвиток соціально-комунікаційної культури суспільства;
- аналіз, становлення та розвиток основних напрямів діяльності документально-інформаційних структур (бібліотек, бібліографічних служб, центрів науково-технічної інформації тощо);
- методологічні, методичні та організаційні засади функціонування документально-інформаційних структур у системі соціальних комунікацій;
- закономірності розвитку засобів трансляції концептуальної, фактологічної та методографічної інформації як складових соціальної комунікації;
- семіотика соціальних комунікацій;
- стратегія розвитку соціальних комунікацій, концепції трансформації комунікаційних систем, комунікаційні канали;
- комунікаційні відносини та інформаційна культура суспільства, теорія комунікаційних потреб;
- концепції соціальної інформації та знань у сучасній науці;
- інформаційна технологізація суспільства;
- теорія, історія та методологія наукових дисциплін соціально-комунікаційного циклу;
- професіологічні аспекти підготовки кадрів для сфери соціальних комунікацій;
- інформаційно-когнітивна динаміка суспільства.

## Визначення терміна
Як зазначає професор В. В. Різун, «під соціальними комунікаціями необхідно розуміти таку систему суспільної взаємодії, яка включає визначені шляхи, способи, засоби, принципи встановлення і підтримання контактів на основі професійно-технологічної діяльності, що спрямована на розробку, впровадження, організацію, удосконалення, модернізацію відносин у суспільстві, які складаються між різними соціальними інститутами, де, з одного боку, у ролі ініціаторів спілкування найчастіше виступають соціальнокомунікаційні інститути, служби, а з іншого — організовані спільноти (соціум, соціальні групи) як повноправні користувачі соціальної взаємодії. Ці комунікації є соціально маркованими, бо передбачають взаємодію з соціально визначеними групами людей. Соціальні комунікації утворюються за законами спілкування, але, як і будь-які технологічні речі, передбачають використання наукових знань про спілкування та про все, що використовується для організації суспільнокомунікаційної справи».
Щодо терміна в однині «соціальна комунікація», то цілком допустимі, пише В. В. Різун, «два значення: 1) соціальна комунікація як різновид соціальних комунікацій; 2) соціальна комунікація (частіше у цьому значенні — суспільна) як різновид публічного спілкування, що є окремим видом суспільно-культурної діяльності і лежить в основі соціальних комунікацій».
Словосполучення «соціальна комунікація» зазвичай пояснюють трояко:
- як передача інформації, ідей, емоцій у вигляді знаків, символів;
- як процес, що пов'язує частини соціальної системи одна з одною;
- як механізм, що дозволяє визначати поведінку іншої людини[2].

Соціальні комунікації проф. О. М. Холод визначає як комплекс організованих дій (збір інформації, її обробка, трансляція і верифікація впливу інформації на споживача), що спрямовані на обмін соціально важливою інформацією та регулювання соціальних дій, взаємодій і відносин між соціальними суб'єктами й об'єктами у суспільстві. Соціальні комунікації, на думку автора, це системні процеси формування соціальних практик за допомогою комунікаційних технологій під час створення інформації, її пошуку, упорядкування, трансляції, обміну, збереження й вимірювання впливу на реципієнта.

## Аспекти СК
Можна виділити кілька основних підходів до розуміння сутності соціальної комунікації як публічного спілкування в сучасній науці. Зокрема, комунікація розглядається як:
- механізм, завдяки якому забезпечується існування та розвиток людських відносин, який включає в себе всі розумові символи, засоби їх передачі у просторі та збереження у часі (Чарльз Кулі);
- обмін інформацією між складними динамічними системами та їх частинами, які здатні приймати інформацію, накопичувати її та перетворювати (Аркадій Урсул);
- інформаційний зв'язок суб'єкта з тим чи іншим об'єктом (Мойсей Каган);
- спосіб діяльності, який полегшує взаємне пристосування людей (Тамотсу Шибутані);
- акт відправлення інформації від мозку однієї людини до мозку іншої (Пол Сміт, Кріс Беррі, Алан Пулфорд);
- специфічний обмін інформацією, процес передачі емоційного та інтелектуального змісту (Андрій Звєрінцев, Альвіна Панфілова).

## Методологія
Методологічним підходом до вивчення явищ, процесів, функцій соціальних комунікацій, за професором В. В. Різуном, є соціальнокомунікаційний підхід. Суть цього нового для науки в цілому підходу є фіксація, моніторинг, опис, аналіз та інтерпретація даних у системі понять соціальнокомунікаційного інжинірингу, а точніше — з точки зору того, чи здійснює об'єкт дослідження на соціум той вплив, який технологічно закладався, і як соціум відреагував на об'єкт впливу.
Дослідження комунікаційних об'єктів у соціальному вимірі обов'язково включає:
1. фіксацію досліджуваного об'єкта у природній для нього системі суспільних координат (зв'язок із соціальною групою, фахом, віком, освітою, переконаннями, вірою тощо);
2. спостереження за досліджуваним об'єктом в соціальних умовах;
3. експериментування з досліджуваним об'єктом у реальних або лабораторно відтворених соціальних умовах;
4. опис результатів спостережень чи експериментів відносно соціально заданих параметрів;
5. аналіз результатів досліджень у соціально заданому контексті;
6. соціально зорієнтована інтерпретація результатів аналізу.

## Функції СК
Виділяються три основні (базові) функції соціальної комунікації як виду публічного спілкування:
1. Інформаційна функція означає, що завдяки соціальній комунікації в суспільстві передається інформація про предмети, їх властивості, явища, дії та процеси.
2. Експресивна функція визначає здатність соціальної комунікації передавати оціночну інформацію про предмети або явища.
3. Прагматична функція означає, що соціальна комунікація є засобом, який спонукає людину до певної дії та реакції.

## Зв'язки з іншими дисциплінами
Соціальна комунікація є об'єктом вивчення багатьох наук — як гуманітарних, так і точних. Кожна наука виокремлює з комунікації як об'єкта дослідження свій предмет вивчення:
1. технічні дисципліни вивчають можливості та способи передачі, обробки та зберігання інформації, створення спеціальних кодів — систем певних символів та правил, за допомогою яких можна представити необхідну інформацію;
2. психологія та психолінгвістика розглядають фактори, які сприяють передачі та сприйняттю інформації, причини, які ускладнюють процес міжособистісної та масової комунікації, а також умотивованість мовної поведінки комунікантів;
3. етнографія вивчає побутові та культурологічні особливості комунікації як спілкування в етнічних ареалах;
4. лінгвістика займається проблемами вербальної комунікації — нормативним та ненормативним вживанням слів та словосполучень у мові (як усній, так і письмовій);
5. паралінгвістика спеціалізується на засобах невербальної комунікації;
6. соціолінгвістика досліджує проблеми, пов'язані з соціальною природою мови та особливостями його функціонування у різних соціумах, а також механізми взаємодії соціальних та мовних факторів, які обумовлюють контакти між представниками різних соціальних груп;
7. соціологія досліджує проблеми зв'язків та відношень окремих соціальних суб'єктів (окремих особистостей, малих та великих соціальних груп);
8. в політології виник окремий напрям, який досліджує політичні процеси з точки зору інформаційного обміну між суб'єктами політики.